# بری اسمیت (بازیکن فوتبال، زاده ۱۹۵۳)
بری اسمیت (انگلیسی: Barry Smith؛ زادهٔ ۳ مارس ۱۹۵۳) بازیکن فوتبال اهل بریتانیا است.
از باشگاه‌هایی که در آن بازی کرده‌است می‌توان به باشگاه فوتبال کولچستر یونایتد، باشگاه فوتبال ویموث، باشگاه فوتبال والسال، باشگاه فوتبال ساندرلند، و باشگاه فوتبال کلاکتون اشاره کرد.